# كفر بهوت
قرية كفر بهوت هي إحدى القرى التابعة لمركز نبروه في محافظة الدقهلية في جمهورية مصر العربية. حسب إحصاءات سنة 2006، بلغ إجمالي السكان في كفر بهوت 7923 نسمة، منهم 4083 رجل و3840 امرأة.